# لطیف الفورد-الییو
لطیف الفورد-الییو (انگلیسی: Lateef Elford-Alliyu؛ زادهٔ ۱ ژوئن ۱۹۹۲) بازیکن فوتبال اهل بریتانیا است.
از باشگاه‌هایی که در آن بازی کرده‌است می‌توان به باشگاه فوتبال وست برومویچ آلبیون، باشگاه فوتبال ترانمره راورز، باشگاه فوتبال کفلاویک، باشگاه فوتبال کراولی تاون، باشگاه فوتبال بری، باشگاه فوتبال والتا، باشگاه فوتبال کاونتری سیتی، باشگاه فوتبال تاموورث، و باشگاه فوتبال هرفورد یونایتد اشاره کرد.
وی همچنین در تیم ملی فوتبال زیر ۱۷ سال انگلستان بازی کرده‌است.